# GP van België MX1 2006
De Grote Prijs van België 2006 in de MX1-klasse motorcross werd gehouden op 6 augustus 2006 op het circuit van de citadel van Namen. Het was de twaalfde Grote Prijs van het wereldkampioenschap.
Stefan Everts wist ook deze twaalfde wedstrijd te winnen en veroverde zo zijn tiende wereldtitel. Met nog drie wedstrijden te gaan - waarin maximaal 150 punten zijn te winnen - was zijn voorsprong op de tweede in de WK-stand, Kevin Strijbos, niet meer te overbruggen. Strijbos zelf kon zich in de wedstrijd niet naar behoren verdedigen, nadat hij in de trainingen zich had gekwetst aan de rug. Het was opnieuw de Nieuw-Zeelander Joshua Coppins die beslag legde op de tweede plaats in de Grote Prijs.

## Uitslag eerste reeks
| Plaats | Naam               | Land |
| ------ | ------------------ | ---- |
| 1      | Stefan Everts      | BEL  |
| 2      | Joshua Coppins     | NZL  |
| 3      | Steve Ramon        | BEL  |
| 4      | Cédric Melotte     | BEL  |
| 5      | Ken De Dycker      | BEL  |
| 6      | Gordon Crockard    | IRL  |
| 7      | Pascal Leuret      | FRA  |
| 8      | Kevin Strijbos     | BEL  |
| 9      | Javier García Vico | ESP  |
| 10     | Wyatt Avis         | RSA  |

## Uitslag tweede reeks
| Plaats | Naam               | Land |
| ------ | ------------------ | ---- |
| 1      | Stefan Everts      | BEL  |
| 2      | Joshua Coppins     | NZL  |
| 3      | Steve Ramon        | BEL  |
| 4      | Kevin Strijbos     | BEL  |
| 5      | Cédric Melotte     | BEL  |
| 6      | James Noble        | GBR  |
| 7      | Pascal Leuret      | FRA  |
| 8      | Manuel Priem       | BEL  |
| 9      | Javier García Vico | ESP  |
| 10     | Wyatt Avis         | RSA  |

## Eindstand Grote Prijs
| Plaats | Naam               | Land | Punten |
| ------ | ------------------ | ---- | ------ |
| 1      | Stefan Everts      | BEL  | 50     |
| 2      | Joshua Coppins     | NZL  | 44     |
| 3      | Steve Ramon        | BEL  | 40     |
| 4      | Cédric Melotte     | BEL  | 34     |
| 5      | Kevin Strijbos     | BEL  | 31     |
| 6      | Pascal Leuret      | FRA  | 28     |
| 7      | James Noble        | GBR  | 25     |
| 8      | Javier García Vico | ESP  | 24     |
| 9      | Wyatt Avis         | RSA  | 22     |
| 10     | Manuel Priem       | BEL  | 21     |

## Tussenstand wereldkampioenschap
| Plaats | Naam               | Land | Punten |
| ------ | ------------------ | ---- | ------ |
| 1      | Stefan Everts      | BEL  | 592    |
| 2      | Kevin Strijbos     | BEL  | 424    |
| 3      | Steve Ramon        | BEL  | 408    |
| 4      | Ken De Dycker      | BEL  | 371    |
| 5      | Tanel Leok         | EST  | 365    |
| 6      | Jonathan Barragán  | ESP  | 273    |
| 7      | Pascal Leuret      | FRA  | 230    |
| 8      | Cédric Melotte     | BEL  | 224    |
| 9      | Manuel Priem       | BEL  | 210    |
| 10     | Joshua Coppins     | NZL  | 202    |
| 11     | Javier García Vico | ESP  | 196    |
| 12     | James Noble        | GBR  | 186    |
| 13     | Julien Bill        | SUI  | 167    |
| 14     | Antti Pyrhönen     | FIN  | 138    |
| 15     | Gordon Crockard    | IRL  | 137    |
| 16     | Brian Jørgensen    | DEN  | 131    |
| 17     | Marvin Van Daele   | BEL  | 127    |
| 18     | Wyatt Avis         | RSA  | 106    |
| 19     | Danny Theybers     | BEL  | 102    |
| 20     | Sébastien Tortelli | FRA  | 99     |